# هيذر بول
هيذر بول (بالإنجليزية: Heather Poole)‏ هي لاعبة كرة الريشة كندية، ولدت في 21 أكتوبر 1969.

## وصلات خارجية
- هيذر بول على موقع BWF.tournamentsoftware.com (الإنجليزية)
- هيذر بول على موقع BWFbadminton.com (الإنجليزية)
- هيذر بول على موقع اتحاد ألعاب الكومنولث (مؤرشف) (الإنجليزية)